# Ben Vatter
Ben Vatter (geb. 1971 in Bern) ist ein Schweizer Musiklehrer und Chorleiter, der auch als Comedian und Liedermacher auf Bärndütsch aktiv ist.

## Biographie
Ben Vatter stammt aus einer musikalischen Familie. Seine Mutter ist Klavierlehrerin, sein Vater aktiver Cellist. Vatter besuchte die Jazzschule Bern und studierte höheres Lehramt. Er unterrichtet am Berner Gymnasium Kirchenfeld. Er ist auch als Comedian mit von ihm selbst geschriebenen und arrangierten Liedern auf Berndeutsch aktiv. In seinem Lied Uf der Suechi nach ere Bratwurscht (Auf der Suche nach einer Bratwurst) ironisiert er die Verzürcherung des Berndeutschen. Er gab ein Mani Matter Liederbuch heraus. In der sechsteiligen TV-Serie Chor auf Bewährung des Schweizer Fernsehens arbeiteten eine Gruppe männlicher Bewohner des Jugendheims Aarburg und weibliche Jugendliche aus einem Berner Gymnasium unter seiner Leitung als «mutigster Chorleiter der Schweiz».
Zu seinen Liedern stellt er auch Reimschemen ins Internet.

## Veröffentlichungen (Auswahl)
- als Hrsg.: Mani Matter Liederbuch. Mit Illustrationen von Silvan Zurbriggen. 2. Auflage (Erstausgabe 2015). Zytglogge, Basel 2016
- mit Anja Vatter, Matthias Vatter (Hrsg.): Wortfächer Flüech & Schlämperlige. 2. Auflage. vatter&vatter, Berlin 2016.
- mit Anja Vatter, Matthias Vatter (Hrsg.): Wortfächer Ybbürgereti Usländer. 2. Auflage. vatter&vatter, Berlin 2016.